# Ronroco (instrument)

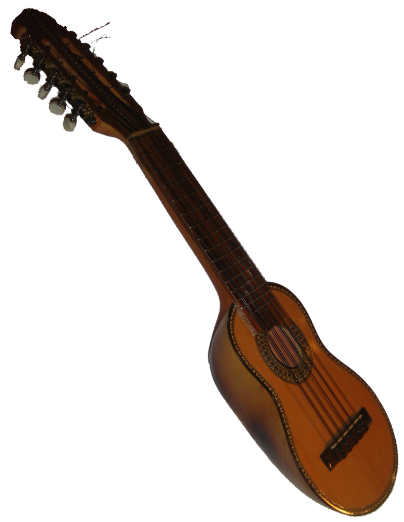
Charango, afkomstig uit Bolivia, de bakermat van de ronroco.

De ronroco is een Zuid-Amerikaans snaarinstrument, afkomstig uit Bolivia. Wilson Hermosa, een van de oprichtende leden van de Boliviaanse folkband Los Kjarkas, die in het verleden ook ten dele het eigen instrumentarium vervaardigden, ontwikkelde de ronroco. Het instrument ontleent zijn naam aan het Spaanse woord voor ‘hees’ (ronco), naar de klanken die het produceert.
De ronroco is verwant aan de charango, eveneens een instrument dat veel in de Latijns-Amerikaanse muziektraditie voorkomt. De ronroco heeft dan ook tweemaal vijf snaren, evenals de charango, maar is beduidend groter en is meestal een octaaf lager gestemd.
Castel Hermosa, Wilson Hermosa’s broer en medeoprichtend lid van Los Kjarkas, zei na diens dood in 2008 in een interview aangaande de ronroco: ‘‘Dat instrument heeft zich zo verspreid onder alle folkgroepen. De ronroco is een grote charango, een combinatie van een klankkast, snaren en een duivels temperament; de sectie van iedere snaar is zeer belangrijk, opdat hun spanning perfect is.’’

## Trivia
- De Argentijnse componist Gustavo Santaolalla noemde zijn derde solostudioalbum naar de ronroco.[2]